# Liste der Außenminister des Irak
Dies ist eine Liste der Außenminister des Irak.
| Ernannt       | Ende der Amtszeit | Name                               | Anmerkungen                          | in der Regierung von      |
| ------------- | ----------------- | ---------------------------------- | ------------------------------------ | ------------------------- |
| 1930          | 1931              | Abdullah Bey al-Damluji            | 1. Amtszeit                          | Nuri as-Said              |
| 1931          | 1932              | Dschafar al-Askari                 | (* 1887; † 196?)                     | Nuri as-Said              |
| 1932          | 1933              | Abdul Qadir Rashid                 |                                      | Naji Shawkat              |
| 1933          | 1934              | Nuri Pasha as-Said                 | 2. Amtszeit (* 1888; † 1958)         | Raschid Ali al-Gailani    |
| 1934          |                   | Abdullah Bey al-Damluji            | 2. Amtszeit                          | Jamil al-Midfai           |
| 1934          |                   | Tawfiq al-Suwaidi                  | 2. Amtszeit (* 1891; † 1968)         | Jamil al-Midfai           |
| 1934          | 1936              | Nuri Pasha as-Said                 | 3. Amtszeit                          | Jamil al-Midfai           |
| 1936          | 1937              | Naji al-Asil                       | (* 18...; † 1963)                    | Hikmat Sulayman           |
| 1937          | 1938              | Tawfiq al-Suwaidi                  | 3. Amtszeit                          | Jamil al-Midfai           |
| 1938          | 1939              | Nuri Pasha as-Said                 | 4. Amtszeit                          | Nuri as-Said              |
| 1939          | 1940              | Ali Jawdat al-Aiyubi               | 1. Amtszeit (* 1896; † 1968)         | Nuri as-Said              |
| 1940          | 1941              | Nuri Pasha as-Said                 | 5. Amtszeit                          | Raschid Ali al-Gailani    |
| 1941          |                   | Ali Mahmud asch-Schaich            |                                      | Nuri as-Said              |
| 1941          |                   | Taha al-Haschimi                   | (* 1888; † 1961)                     | Nuri as-Said              |
| 1941          |                   | Tawfiq al-Suwaidi                  | 4. Amtszeit                          | Nuri as-Said              |
| 1941          |                   | Musa al-Shahbander                 | 1. Amtszeit (* 1899; † 19...)        | Nuri as-Said              |
| 1941          |                   | Ali Jawdat al-Aiyubi               | 2. Amtszeit                          | Nuri as-Said              |
| 1941          | 1942              | Salih Dschabr                      | geschäftsführend (* 1896; † 1957)    | Nuri as-Said              |
| 1942          |                   | Abdullah Bey al-Damluji            | 3. Amtszeit geschäftsführend         | Nuri as-Said              |
| 1942          |                   | Daud Pasha al-Haydari              | (geschäftsführend) (* 1886; † 19..)  | Nuri as-Said              |
| 1942          |                   | Nuri Pasha as-Said                 | 6. Amtszeit geschäftsführend         | Nuri as-Said              |
| 1942          | 1943              | Abdul Ilah al-Hafiz                | 1. Amtszeit                          | Nuri as-Said              |
| 1943          |                   | Nasrat al-Farisi                   | 1. Amtszeit                          | Nuri as-Said              |
| 1943          |                   | Abdul Ilah al-Hafiz                | 2. Amtszeit                          | Nuri as-Said              |
| 1943          | 1944              | Mahmud Subhi al-Daftari            |                                      | Nuri as-Said              |
| 1944          | 1945              | Arschad al-Omari                   | (* 1888; † 1978)                     | Hamdi al-Patschatschi     |
| 1945          | 1946              | Hamdi al-Patschatschi              | 1. Amtszeit (* 1891; † 1948)         | Hamdi al-Patschatschi     |
| 1946          |                   | Tawfiq al-Suwaidi                  | 5. Amtszeit                          | Tawfiq al-Suwaidi         |
| 1946          |                   | Ali Mumtaz                         | 1. Amtszeit                          | Tawfiq al-Suwaidi         |
| 1946          | 1948              | Muhammad Fadhel al-Jamali          | 1. Amtszeit (* 1903; † 1997)         | Tawfiq al-Suwaidi         |
| 1948          |                   | Hamdi al-Patschatschi              | 2. Amtszeit                          | Muzahim el Patschatschi   |
| 1948          |                   | Nasrat al-Farisi                   | 2. Amtszeit                          | Muzahim el Patschatschi   |
| 1948          |                   | Muzahim el Patschatschi            | 1. Amtszeit                          | Muzahim el Patschatschi   |
| 1948          | 1949              | Ali Jawdat al-Aiyubi               | 3. Amtszeit                          | Muzahim el Patschatschi   |
| 1949          |                   | Abdul Ilah al-Hafiz                | 3. Amtszeit                          | Muzahim el Patschatschi   |
| 1949          |                   | Muhammad Fadhel al-Jamali          | 2. Amtszeit                          | Muzahim el Patschatschi   |
| 1949          |                   | Shakir al-Wadi                     | 1. Amtszeit                          | Muzahim el Patschatschi   |
| 1949          | 1950              | Muzahim el Patschatschi            | 2. Amtszeit                          | Muzahim el Patschatschi   |
| 1950          |                   | Tawfiq al-Suwaidi                  | 6. Amtszeit                          | Nuri as-Said              |
| 1950          | 1951              | Shakir al-Wadi                     | 2. Amtszeit                          | Nuri as-Said              |
| 1951          |                   | Tawfiq al-Suwaidi                  | 7. Amtszeit                          | Nuri as-Said              |
| 1951          | 1952              | Shakir al-Wadi                     | 3. Amtszeit                          | Nuri as-Said              |
| 1952          |                   | Muhammad Fadhel al-Jamali          | 3. Amtszeit                          | Nuri as-Said              |
| 1953          |                   | Tawfiq al-Suwaidi                  | 8. Amtszeit                          | Jamil al-Midfai           |
| 1953          | 1954              | Abdullah Bakr                      |                                      | Jamil al-Midfai           |
| 1954          |                   | Musa al-Shahbander                 | 2. Amtszeit                          | Nuri as-Said              |
| 1954          |                   | Muhammad Fadhel al-Jamali          | 4. Amtszeit                          | Nuri as-Said              |
| 1954          | 1955              | Musa al-Shahbande                  | 3. Amtszeit                          | Nuri as-Said              |
| 1955          | 1957              | Burhanuddin Bashayan               | 1. Amtszeit                          | Nuri as-Said              |
| 1957          |                   | Ali Jawdat al-Aiyubi               | 4. Amtszeit                          | Nuri as-Said              |
| 1957          | 1958              | Burhanuddin Bashayan               | 2. Amtszeit                          | Nuri as-Said              |
| 1958          |                   | Muhammad Fadhel al-Jamali          | 5. Amtszeit                          | Abd al-Karim Qasim        |
| 1958          |                   | Tawfiq al-Suwaidi                  | 9. Amtszeit                          | Abd al-Karim Qasim        |
| 1958          | 1959              | Abdul Jabbar Jomard                | (* 1910; † 1971)                     | Abd al-Karim Qasim        |
| 1959          | 1963              | Hashem Jawad                       | (* 1911; † 1972)                     | Abd al-Karim Qasim        |
| 1963          |                   | Nadschi Talib                      |                                      | Ahmad Hasan al-Bakr       |
| 1963          |                   | Saleh Mahdi Ammash                 | (* 1924; † 1983)                     | Ahmad Hasan al-Bakr       |
| 1963          | 1964              | Subhi Abdul Hamid                  |                                      | Ahmad Hasan al-Bakr       |
| 1964          | 1965              | Naji Talib                         | (* 1917; † 2012)                     | Tahir Yahya               |
| 1965          |                   | Abdul Rahman al-Bazzaz             |                                      | Abd ar-Rahman al-Bazzaz   |
| 1965          | 1967              | Adnan Patschatschi                 |                                      | Abd ar-Rahman al-Bazzaz   |
| 1967          | 1968              | Ismail Chairallah                  | (geschäftsführend)                   | Tahir Yahya               |
| 1968          |                   | Nasser al-Hani                     | (* 1920; † 1968)                     | Ahmad Hasan al-Bakr       |
| 1968          | 1971              | Abdul Karim al-Shaikhly            | (* 1937; † 1980)                     | Ahmad Hasan al-Bakr       |
| 1971          |                   | Rashid al-Rifai                    | (* 1929)                             | Ahmad Hasan al-Bakr       |
| 1971          | 1974              | Murtada Said Abdel Baki al-Hadithi | (* 1932; † 1980)                     | Ahmad Hasan al-Bakr       |
| 1974          |                   | Chazel Taka                        | (* 1929; † 1974)                     | Ahmad Hasan al-Bakr       |
| 1974          |                   | Hisham al-Shawi                    | geschäftsführend (* 1930)            | Ahmad Hasan al-Bakr       |
| 1974          | 1983              | Saadun Hammadi                     |                                      | Ahmad Hasan al-Bakr       |
| 11. Nov. 1983 | 19. Dez. 1991     | Tariq Aziz                         | 1. Amtszeit                          | Saddam Hussein            |
| 1991          | 1992              | Ahmad Hussein Chudair              |                                      | Muhammad Hamza az-Zubaidi |
| 6. Juni 1992  | Okt. 2001         | Muhammad as-Sahhaf                 |                                      | Muhammad Hamza az-Zubaidi |
| Okt. 2001     |                   | Tariq Aziz                         | 2. Amtszeit geschäftsführend         | Saddam Hussein            |
| 23. Okt. 2001 | 9. Apr. 2003      | Nadschi Sabri                      | (* 1951)                             | Saddam Hussein            |
| 2003          |                   | Muhammad Amin Ahmad                | (chairman of the Steering Committee) | Saddam Hussein            |
| 2003          |                   | Ghassan Hussein                    | (chairman of the Steering Committee) | Saddam Hussein            |
| Sep. 2003     | 11. Juli 2014     | Hoshyar Zebari                     |                                      | Saddam Hussein            |
| 11. Juli 2014 | 8. Sep. 2014      | Husain asch-Schahristani           | (geschäftsführend) (* 1942)          | Haider al-Abadi           |
| 8. Sep. 2014  | 25. Okt. 2018     | Ibrahim al-Dschafari               |                                      | Haider al-Abadi           |
| 25. Okt. 2018 | 12. Mai 2020      | Mohamed Ali Alhakim                |                                      | Adil Abd al-Mahdi         |
| 12. Mai 2020  | 6. Juni 2020      | Mustafa Al-Kadhimi                 |                                      | Mustafa Al-Kadhimi        |
| 6. Juni 2020  | amtierend         | Fuad Hussein                       |                                      | Mustafa Al-Kadhimi        |